# Lichtenstein-radar
Lichtenstein var en tysk radar, der blev anvendt under 2. Verdenskrig på natjagere fra Luftwaffe. Natjageren blev dirigeret tæt på målet fra en leder på jorden, der benyttede jordbaseret radar (ofte Würzburg-Riese i par). Når radaren i flyet kunne se målet, kunne piloten klare resten. 

## Udvikling
Lichtenstein blev udviklet af Telefunken, og forekom i mindst fire udgaver: FuG 202 Lichtenstein B/C, FuG 212 Lichtenstein C-1, FuG 220 Lichtenstein SN-2 og den sjældent forekommende FuG 228 Lichtenstein SN-3. (FuG er en forkortelse for Funk-Gerät, radioapparat). Det var den eneste vidt anvendte type flymonteret radar, der blev anvendt af Luftwaffes natjagere i løbet af krigen.  Et konkurrerende system, FuG 216 til 218 ”Neptun”, med en frekvens midt i VHF-området, var tænkt anvendt indtil det mikrobølgebaserede system FuG 240 "Berlin" kunne masseproduceres. Krigen sluttede, mens ”Berlin” stadig var under aftestning.